# Angeliera racovitzai
Angeliera racovitzai là một loài chân đều trong họ Microparasellidae. Loài này được Coineau & Botosaneanu miêu tả khoa học năm 1973.